# Medborgarforskning

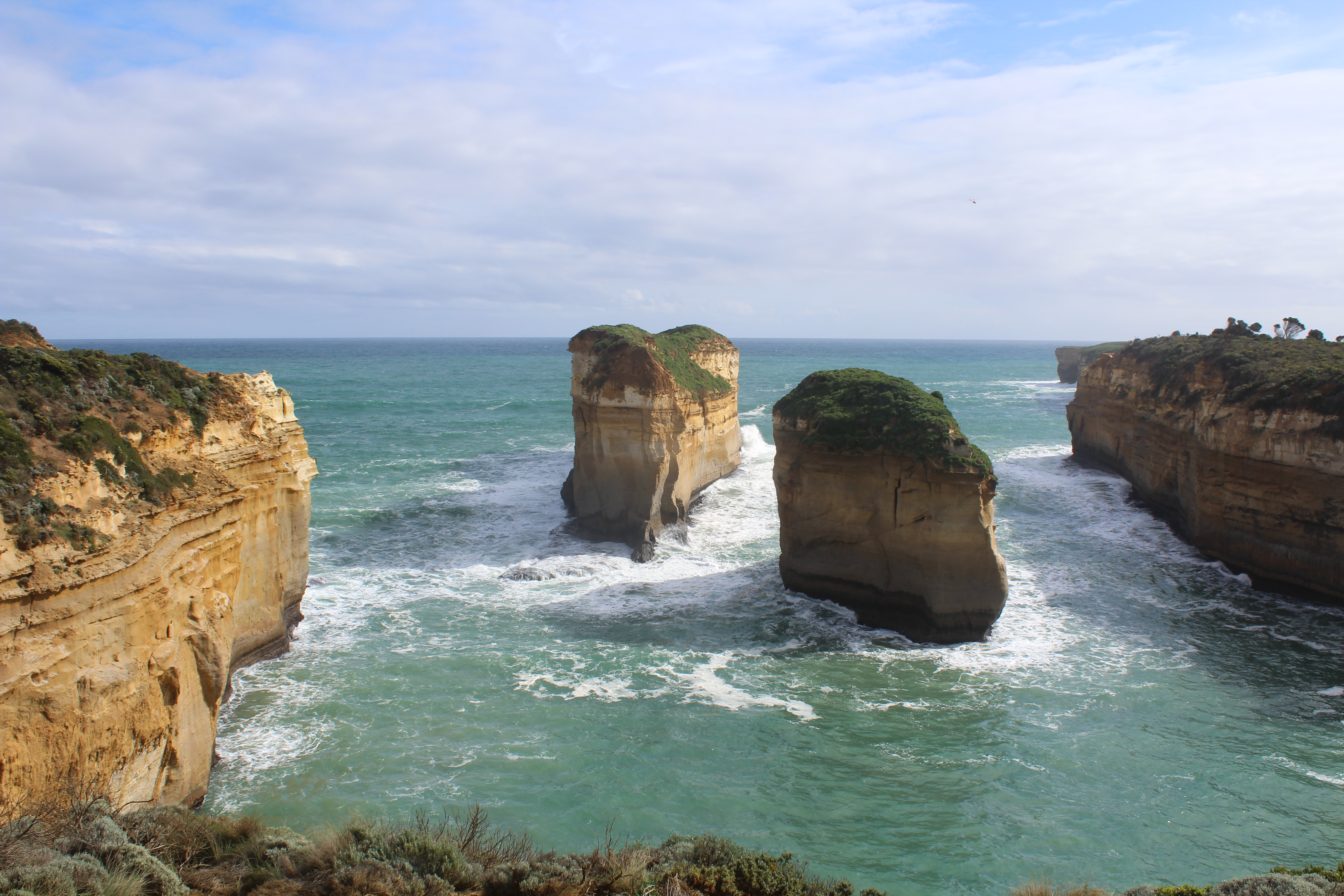
En kollapsad naturbåge på de Twelve Apostles National Maritime Park, Australien.

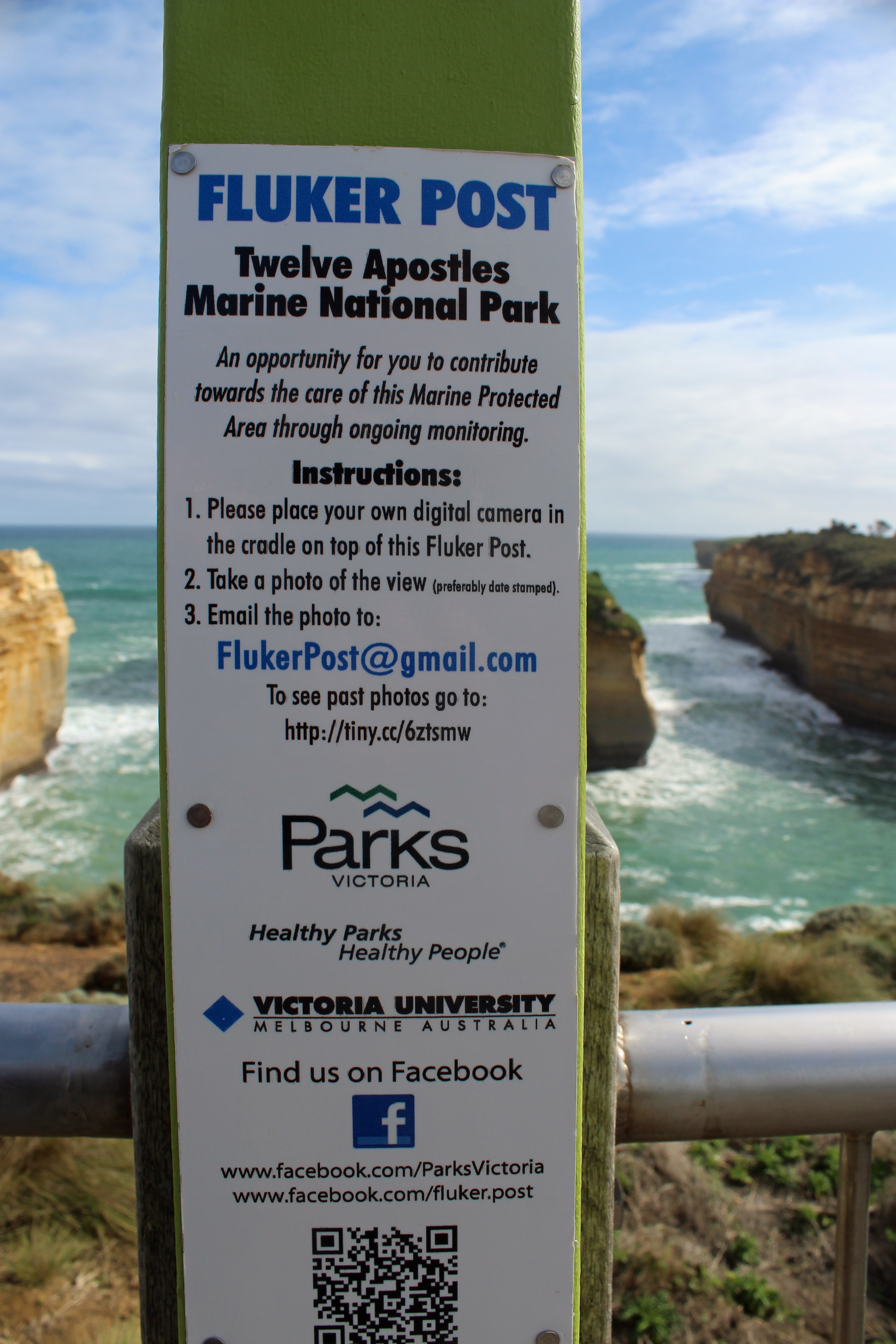
Camera Cradle (Fulker Post MP02) för att spela in bågens kollaps.

Medborgarforskning är forskning som genomförs med ett aktivt deltagande av allmänheten, det vill säga andra än professionella forskare och forskarstuderande. Deltagarna kan samla in material, agera som assistenter, samarbetspartners, projektledare eller initiativtagare. Medborgarforskning är alltså ett flexibelt och dynamiskt koncept, som används såväl av traditionella forskare som av politiska rörelser för att skapa nya kunskapsunderlag. Medborgarforskning ger forskare hjälp och kan samtidigt ge medborgare ökad insyn och insikt i hur forskning går till. Medborgarforskning syftar i regel på samarbeten mellan stora grupper människor och eller mellan allmänhet och akademiska forskare, men har inte givits en strikt definition.
Privatforskare, som syftar på en person som bedriver privatforskning eller amatörforskning, ofta på egen hand, kan räknas till medborgarforskning i dess vidaste mening.
Medborgarforskning fanns med i svenska Språkrådets nyordslista 2016.

## Historik
Det engelska begreppet "Citizen Science" började användas på 1990-talet, men verksamheter där frivilliga och professionella forskare samverkar för att ta fram ny kunskap har en lång historia.
Sverige har en lång tradition av samarbeten forskare och frivilliga emellan. Redan på 1750-talet startade Carl von Linné världens första nätverk för att rapportera lövsprickning. Frivilligas deltagande var också avgörande när Sveriges meteorologi och fenologi beskrevs med hjälp av landsomfattande nätverk av observatörer med början på 1850-talet. Ett modernt samarbete är Artportalen hos Sveriges lantbruksuniversitet (SLU), som är en av de största portalerna för medborgarforskning i världen.
År 2018 startade ett projekt med syfte att skapa en svensk webbportal för medborgarforskning. "En nationell samlingspunkt där alla som är intresserade av medborgarforskning kan hitta råd och riktlinjer, delta i projekt, starta nya projekt och utbyta erfarenheter", enligt projektledaren Dick Kasperowski, docent i vetenskapsteori vid Göteborgs universitet.
Den europeiska organisationen för medborgarforskning, the European Citizen Science Association (ECSA) tog 2016 fram 10 principer för medborgarforskning, Ten Principles of Citizen Science.
1. Medborgarforskningsprojekt engagerar på ett aktivt sätt medborgare i vetenskapligt arbete som skapar ny kunskap eller förståelse. Deltagare kan agera som bidragsgivare, samarbetspartners eller som projektledare och fylla en betydelsefull roll i projektet.
2. Medborgarforskningsprojekt genererar vetenskapliga resultat. Resultaten kan till exempel bestå i att besvara en forskningsfråga, ge underlag för miljövårdande åtgärder eller miljöpolicy.
3. Medborgarforskningsprojekt ger nytta både för de professionella forskarna och för medborgarforskarna. Nyttan kan omfatta publicering av forskningsresultat, nytt vetande, personligt nöje, tillfredsställelse i att bidra till vetenskapliga underlag för att angripa lokala, nationella och internationella frågor, och härigenom, en möjlighet att påverka politiska beslut.
4. Medborgarforskare kan, om de vill, medverka i flera delar av den vetenskapliga processen i projektet. Detta kan innebära att utveckla forskningsfrågan, utforma metoden, samla in och analysera data och att kommunicera resultaten.
5. Medborgarforskare får återkoppling från projektet, till exempel om hur insamlad data används och vilka vetenskapliga, politiska eller samhälleliga resultat de leder till.
6. Medborgarforskning ses som en forskningsmetod bland många andra, med begränsningar och bias som bör beaktas och kontrolleras. Till skillnad från traditionella forskningsmetoder erbjuder medborgarforskning möjligheter till större engagemang hos allmänheten och en demokratisering av vetenskapen.
7. Data och metadata från medborgarforskningsprojekt görs allmänt tillgängliga och (när så är möjligt) resultaten publiceras i ett open access-format. Datadelning kan göras under eller efter projektet, såvida det inte finns säkerhets- eller integritetsskäl som förhindrar detta.
8. Deltagarnas bidrag i medborgarforskningsprojekt ska uppmärksammas i projektets resultat och publikationer.
9. Medborgarforskningsprojekt utvärderas med avseende på vetenskapliga resultat, datakvalitet, deltagarnas erfarenheter och bredare samhälleliga eller politiska effekter.
10. Ansvariga för medborgarforskningsprojekt tar hänsyn till juridiska och etiska aspekter kring upphovsrätt, immaterialrätt, överenskommelser kring datadelning, sekretess, redovisning av olika parters bidrag och ansvar, och miljöpåverkan av aktiviteter inom projektets ramar.